# Lurkmore.to
Lurkmore.to або Луркомор'є (рос. Луркоморье) — неформальна, неформатна, гумористична онлайн-енциклопедія побудована на рушії MediaWiki, яка є аналогом англомовної ґеґо-педії lurkmore.com. Позиціонує себе як «енциклопедія мемів, фольклору та Всього Іншого». Станом на 22 січня 2014 року Луркомор'є містить 6518 статей. Відповідно до Alexa rating, станом на серпень 2012 року сайт Lurkmore.to є 2994 найпопулярнішим сайтом світу і 157-м за популярністю серед російських сайтів.

## Походження виразуЛуркомор'є
Луркомор'є (рос. луркморье) є російськомовним пристосуванням англійського виразу, який утворився портмонтуваням (англ. portmanteau) англійського виразу lurk moar та російського слова лукомор'є (рос. лукоморье). Своєю назвою Луркомор'є зобов'язане американському сайту lurkmore.com, присвяченому побутописанню іміджборду 4chan. Саме словосполучення «lurk more» пояснюється так:
У більшості мережевих спільнот вітаються «мовчазні новачки», які спочатку, не виявляючи себе, читають повідомлення та тільки через деякий час, «набивши оскому», починають писати.
Сама трансформація англійського lurk moar у російське луркомор'є відбулася, імовірно, на іміджборді 2ch.ru (Двач), а перша згадка в російській блогосфері передує появі сайту lurkmore.ru.

## Тематика та стиль
Проєкт спочатку позиціонував себе як енциклопедія інтернет-мемів, але в міру розвитку його статті стали охоплювати значно ширше коло тем: Інтернет та інформаційні технології, комп'ютерні ігри, побут, політика, історія, культура, громадське життя і багато інших.
Луркомор'є характеризується своєрідним стилем статей, що відрізняється загальною неформальністю, напівжартівливим і саркастичним характером, вільним використанням нецензурної лексики, безцеремонністю висловлювань, а також різкою критикою недоліків розглянутих явищ.
У FAQ сайту про використання мату в статтях написано наступне:
| Ліві лапки | # Ми не соромимося мату. 1. Не так уже й його тут і багато. | Праві лапки |

Відмінною рисою статей також є специфічний сленг — «луркояз», що складається з мережевого жаргону, окремих слів з ужитку покидьків і кащенітів, а також власних неологізмів.
Примітною особливістю проєкту є приховування IP-адрес анонімних учасників в історії правок статей для всіх, крім адміністраторів — замість IP-адрес відображається напис «Анонімус». У зареєстрованих учасників, що мають статус автопідтвержденого учасника, також є можливість зробити будь-яку правку анонімно, не розголошуючи свого облікового запису учасника.

## Історія

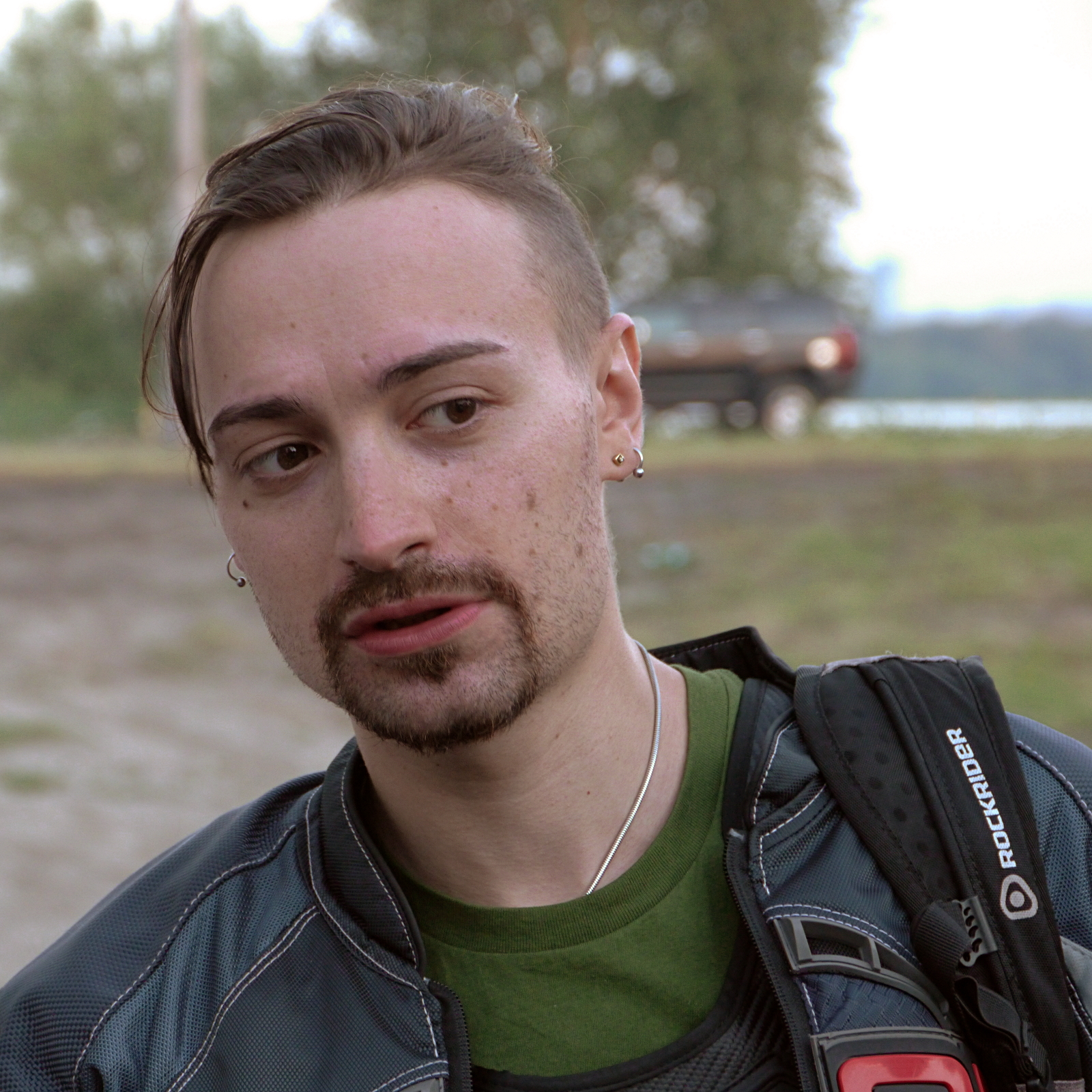
Один з засновників проєкту — Дмитро Хомак

Луркомор'є було засновано кількома учасниками Вікіпедії (за сумісництвом — активними учасниками іміджборд) через незгоду з правилами російської Вікіпедії.

### 2011 рік

#### Судовий процес проти власників Луркомор'є
У 2011 році Катя Гордон звернулася до Жовтневого районного суду Ростова-на-Дону з цивільним позовом до власників Луркомор'є про захист честі, гідності і ділової репутації та про стягнення компенсації моральної шкоди в розмірі 1 000 000 рублів, заподіяної образами, що містилися в статті «Катя Гордон». Процес закінчився 22 серпня 2011 року винесенням ухвали суду про затвердження мирової угоди, згідно з умовами якого відповідачі зобов'язалися видалити статтю. Стаття вилучена і замінена банером, що не дозволяє її знову створити, однак була створена стаття «Справа Каті Гордон», в якій залишилися версії вилученої статті на інших сайтах, відповідальності за зміст яких Луркомор'є не несе, а також всі образи і саркастичний опис ходу судового процесу.
| | Найстрашніше — не якась там Катя Гордон, найстрашніше — це образити начальника відділення міліції. Тому що він може почати бикувати. |
| — Дмитро Хомак, Про сутність у вигляді гномика. Лінор Горалік поговорила з Дмитром Хомаком, людиною, яка створила Луркмор | |

#### Еміграція засновників сайту з Росії
У тому ж році власник Луркомор'є Дмитро Хомак емігрував з Росії в Ізраїль (в 2014 році отримав ізраїльське громадянство після того, як його почали викликати на допити в зв'язку з публікаціями на Луркомор'є.
|  | Ми розбіглися, бо все стало надто небезпечно і закінчилося обшуками і допитами по 282-й статті. З шести осіб, які робили безневинний «Башорг», сьогодні в Росії ніхто не залишився. Двоє зараз в Тель-Авіві, ще двоє — на Кіпрі, один — між Лондоном і Кіпром. Ще є людина, яка зараз у В'єтнамі і працює в команді, що робить пошуковик Cốc Cốc.> |

### 2012 рік

#### Блокування в Росії
11 листопада 2012 року IP-адреса сайту була внесена в Єдиний реєстр заборонених сайтів за рішенням ФСКН. Незабаром ресурс був переміщений на іншу IP-адресу.
За повідомленням глави прес-служби ФСКН Росії Миколи Карташова, причиною блокування стало виявлення декількох сторінок, що містять пропаганду наркотиків: «Ряд сторінок ресурсу містив інформацію, яку можна кваліфікувати як пропаганду наркотиків. Ми не займаємося закриттям сайтів. Про те, що на сайті („Луркомор'є“) розміщена протиправна інформація, стало відомо зі звернень громадян, що надійшли в Роскомнадзор і переданих в ФСКН Росії. ФСКН провела перевірку і направила відповідне подання в Роскомнадзор».

Представник Луркомор'є Дмитро Хомак сказав, що ніяких розпоряджень Роскомнадзора вони не отримували, а щоб повернути Луркомор'є в онлайн, їм довелося змінити IP-адресу, якому відповідав би домен lurkmore.to. Спроби їх адвоката зв'язатися з Роскомнадзором і ФСКН були безуспішні, і подробиці вони дізналися тільки від журналістів. Дмитро Хомак не підтвердив повідомлення Роскомнадзора про те, що їх провайдеру було надіслано повідомлення.
Проблема в тому, що наш хостинг-провайдер знаходиться в Голландії, це був вихідний день. Навряд чи вони читають повідомлення російською, при всьому бажанні вони б не встигли його нам переправити за дві доби.
Після установки на іншу статтю («Конопля» і «Конопля/Способи вживання») заглушки з написом «Стаття заблокована за рішенням ФСКН» сайт був розблокований 13 листопада.
З критикою по відношенню до ФСКН виступили блогер А. А. Навальний, блогер А. Б. Носик, журналіст і публіцист А. А. Вассерман.
Доктор юридичних наук, професор і завідувач кафедрою службового і трудового права Поволзької інституту управління ім. П. А. Столипіна — філії РАНХіГС, С. Є. Чаннов в зв'язку з блокуванням Луркомор'є вважає, що «при використанні такого підходу під заборону можна підвести все енциклопедії, медичні, біологічні, хімічні та інші довідники, що містять інформацію про наркотичні та психотропні речовини»[34]. Водночас він вважає, що серйозним недоліком проведення заходів з обмеження доступу «до шкідливої інформації, що міститься в мережі Інтернет» є не вибіркова блокування певних сторінок, а всього сайту цілком, оскільки це з одного боку порушує права власників, а з іншого спонукає їх шукати шляхи обходу блокування, як це зробили «адміністратори Луркомор'є після блокування сайту по IP 85.17.124.180 змінили домен, після чого сайт продовжував благополучно функціонувати». Чаннов робить висновок, що «дії ФСКН і Роскомнадзору в даному випадку сприяли лише підвищенню популярності мережевої енциклопедії»
Під час блокування Луркомор'є в його захист виступив виконавчий директор «Вікімедіа РУ» С. А. Козловський.
Блокування Луркомор'є ФСКН привела до різкого зростання відвідуваності (Ефект Стрейзанд). За день сайт відвідали більше 2 млн осіб.
Заступник Голови Державної Думи РФ, член комітету з інформаційної політики, інформаційних технологій і зв'язку С. В. Железняк спростував новину про те, що він нібито збирався подати позов до суду через розміщення в «Луркомор'є» статті про партію «Единая Россия». Железняк пояснив, що до нього звертався автор з'явилася пізніше публікації, який надіслав гіперпосилання на статтю про «Єдину Росію». Железняк підсумував, сказавши, що «у мене є більш важливі завдання, і часу читати такого роду белетристику немає».

### 2013 рік

#### Страйк в серпні 2013 року

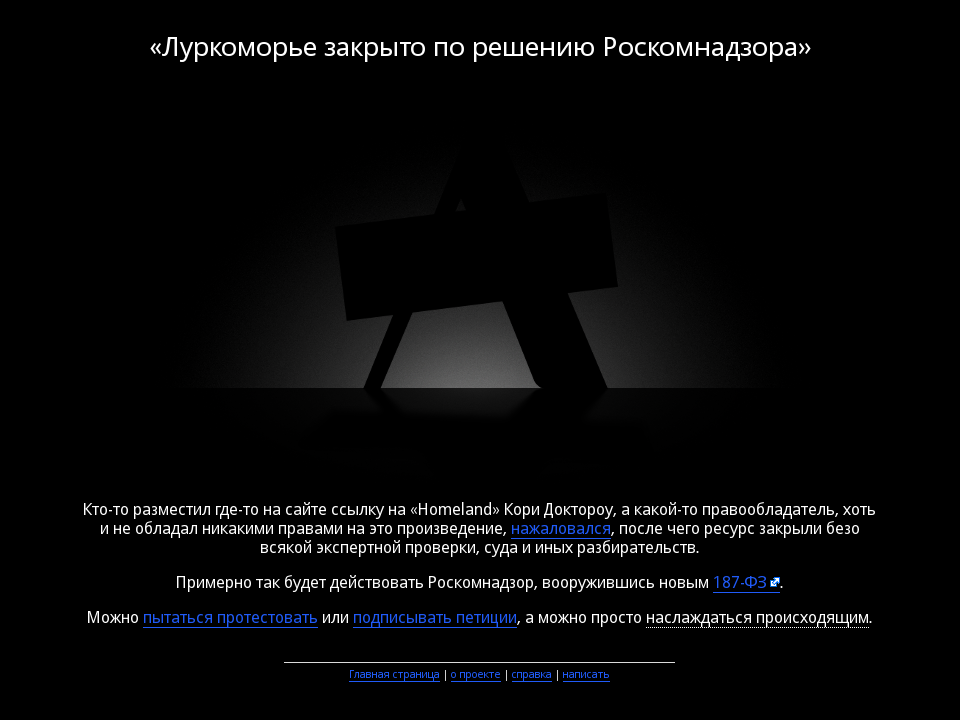
Скріншот заглушки, що демонструвався 1 серпня 2013 року в протест прийняття 187-ФЗ.

1 серпня 2013 року Луркомор'є підтримало страйк Рунету проти так званого антипіратського закону (Федеральний закон від 2 липня 2013 року № 187-ФЗ), розмістивши на своєму основному домені заглушку, в якій говориться проте, що незабаром Роскомнадзор блокуватиме в Росії сайти «Без будь-якої експертної перевірки, суду і інших розглядів», посилаючись на історію з блокуванням «Homeland» Кори Доктороу.

#### Внесення у Федеральний список екстремістських матеріалів
У серпні 2013 за рішенням Майкопського міського суду Республіки Адигея від 5 квітня 2013 року сайт Луркомор'є був внесений у Федеральний список екстремістських матеріалів під № 2018 за розміщення визначення «Адигея, вона ж Сонячна Адигея, Помідорна Республіка» у відповідній статті. Блокування інтернет-адреси статті провайдерами не здійснене унаслідок орфографічної помилки lirkmore.to замість lurkmore.to.

### 2014 рік
У листопаді 2014 року спецпідрозділ поліції по боротьбі з екстремізмом (Центр «Е») Управління внутрішніх справ по Західному адміністративному округу Москви направило власнику Луркомор'є Дмитру Хомаку запит, в якому просило його надати дані про авторів статей про коктейль Молотова і Рамзана Кадирова — їх IP-адреси і «будь-яку іншу інформацію, наявну за даними користувачами».Однак Дмитро Хомак відповів відмовою:
Справа в тому, що я з ними [з МВС] вже пару місяців спілкуюся з приводу цих даних. Позаминулого разу я під розпис пояснив, що цих даних у мене немає, тому що статті стародавні і редагувало їх багато людей. Минулого вони уточнювали щодо коктейлю Молотова, рецепт якого всю зиму російське телебачення розповідало і показувало. Цього разу їм ще раз потрібно моє письмове пояснення.
— В МВС зацікавились статтею в «Луркомор'є» про Кадирова, RBC, 24.11.2014.
У тому ж році співак Валерій Сюткін звернувся зі скаргою в Роскомнадзор на Lurkmore, на якому зображення співака вже кілька років використовувалося для нецензурної картинки-мема. Роскомнадзор подав позов до Міщанського районного суду Москви проти адміністрації сайту. У 2015 році Міщанський суд Москви задовольнив позов Роскомнадзору.

### 2015 рік
Роскомнадзор з 10 березня 2015 року розпочав блокування сторінок інтернет-енциклопедії «Луркмор'є» із забороненою інформацією, повідомляється в акаунті відомства у «ВКонтакті». Таке рішення було прийнято на вимогу ФСКН.
«Разом із закінченням вихідних закінчився термін на видалення забороненої інформації з сайту Lurkmore. Роскомнадзор приступає до блокування окремих сторінок сайту, присвячених наркотикам і педофілії», — йдеться в повідомленні.
Відомство зазначає, що провайдерам доведеться повністю обмежити доступ до сайту, оскільки окремі посилання, які вносяться до реєстру Роскомнадзора, працюють по шифрованому протоколу https.
12 березня 2015 заборонена інформація була видалена з сайту, Луркоморье був розблокований.
7 квітня 2015 року було задоволено позов Роскомнадзору з приводу використання для ілюстрації мема «ББПЕ» малюнка Сюткіна.

#### Заморозка проєкту
22 червня 2015 засновник проєкту Дмитро Хомак оголосив про переведення проєкту у режим консервації, пояснивши це браком фінансування і тиском з боку Роскомнадзору. Проте, фактично вікіпроєкт (станом на вересень 2015) працює в колишньому режимі — доступний для читання (з поправкою на обмеження доступу за межі РФ) і редагування, ведеться колективна робота.

### 2017 рік
25 лютого 2017 року в Білорусії був блокований доступ до сайту. Пункт 8 Наказу № 60 О. Г. Лукашенко.

### 2020 рік
30 липня 2020 року вийшло інтерв'ю з Хомаком з нагоди 13-річчя проєкту. В інтерв'ю Хомак заявив, що «Лурк ідеологічно мертвий понад п'ять років… Вперся в межі свого розвитку».

### 2022 рік
4 березня 2022 через вторгнення Росії в Україну Хомак прибрав весь контент з сайту, повідомивши про це у своєму твіттері. Замість контенту на сайті видно лише напис «зупиніть війну» синім і жовтим кольорами. Там же розташовані посилання на сторінки, які пропонують зробити грошовий переказ для допомоги українській армії.

## Нагороди
- Фіналіст мережевого конкурсу РОТОР-2008 в номінації «Гумористичний сайт року»[24].
- За версією журналу «PC Magazine Russian Edition» увійшов до числа 40 кращих сайтів Рунета 2008 року[25].
- Переможець мережевого конкурсу РОТОР-2009 в номінації «Гумористичний сайт року»[26].
- Переможець Антипремії Рунету 2011 у номінації «Андеграунд Рунета».
- Переможець мережевого конкурсу РОТОР-2012 в номінації «Архів року»[27].
- Переможець Антипремії Рунету 2012 у всіх чотирьох своїх номінаціях, у тому числі в одній — двічі.